# Chris Kirkland
Christopher Edmund "Chris" Kirkland , född 2 maj 1981 i Leicester, är en engelsk fotbollsspelare som för närvarande spelar som målvakt för Championship-laget Sheffield Wednesday.
Kirkland kom till Wigan Athletic 2006 efter att ha tillbringat fem år i Liverpool där han aldrig blev helt ordinarie i startelvan. Han har spelat en A-landskamp för England.
Kirkland började sin karriär i Coventry City, där han ansågs vara en av landets mest lovande unga målvakter. Han värvades senare av Premier League-klubben Liverpool för 6 miljoner pund i augusti 2001. Hans tid i klubben fördärvades dock av återkommande skador, vilket nästan fick honom att dra sig tillbaka från fotbollen helt och hållet.
Han skulle senare skriva på för Wigan Athletic i juli 2006, efter en lyckad låneperiod, och han hade ytterligare låneperioder i både Leicester City och Doncaster Rovers innan han skrevs på för Sheffield Wednesday i maj 2012. Han anslöt sig senare till Preston North End i augusti 2015 och hade en kortare tid i Bury innan han slutade i augusti 2016.